# Kajakarstwo na Igrzyskach Azjatyckich 2014
Kajakarstwo na Igrzyskach Azjatyckich 2014 odbywało się w dniach 27 września – 2 października 2014 roku. Rywalizacja odbywała się w Hanam Misari Rowing Center w Hanam w szesnastu konkurencjach.

## Podsumowanie

### Klasyfikacja medalowa
| Klasyfikacja medalowa | Klasyfikacja medalowa | Klasyfikacja medalowa | Klasyfikacja medalowa | Klasyfikacja medalowa | Klasyfikacja medalowa |
| Miejsce               | państwo               | Złoto                 | Srebro                | Brąz                  | Razem                 |
| --------------------- | --------------------- | --------------------- | --------------------- | --------------------- | --------------------- |
| 1                     | Chiny                 | 5                     | 4                     | 5                     | 14                    |
| 2                     | Kazachstan            | 5                     | 3                     | 2                     | 10                    |
| 3                     | Japonia               | 3                     | 1                     | 3                     | 7                     |
| 4                     | Uzbekistan            | 2                     | 1                     | 2                     | 5                     |
| 5                     | Korea Południowa      | 1                     | 1                     | 1                     | 3                     |
| 6                     | Chińskie Tajpej       | 0                     | 4                     | 0                     | 4                     |
| 7                     | Iran                  | 0                     | 2                     | 3                     | 5                     |
| Razem                 | Razem                 | 16                    | 16                    | 16                    | 48                    |

### Medaliści

#### Kajakarstwo klasyczne
| Konkurencja | 1. miejsce                                                                                | 2. miejsce                                                          | 3. miejsce                                                                                       |           |
| Mężczyźni   | Mężczyźni                                                                                 | Mężczyźni                                                           | Mężczyźni                                                                                        | Mężczyźni |
| ----------- | ----------------------------------------------------------------------------------------- | ------------------------------------------------------------------- | ------------------------------------------------------------------------------------------------ | --------- |
| C-1 200 m   | Li Qiang                                                                                  | Naoya Sakamoto                                                      | Adel Mojallalimoghadam                                                                           |           |
| C-1 1000 m  | Vadim Menkov                                                                              | Sergey Yemelyanov                                                   | Wang Longkui                                                                                     |           |
| C-2 1000 m  | Kazachstan · Mikhail Yemelyanov · Timofey Yemelyanov                                      | Chiny · Zheng Pengfei · Wang Riwei                                  | Uzbekistan · Serik Mirbekov · Gerasim Kochnev                                                    |           |
| K-1 200 m   | Cho Gwang-hee                                                                             | Ernest Irnazarov                                                    | Seiji Komatsu                                                                                    |           |
| K-1 1000 m  | Aleksey Mochalov                                                                          | Ahmad Reza Talebian                                                 | Yuriy Berezintsev                                                                                |           |
| K-2 200 m   | Japonia · Momotaro Matsushita · Hiroki Fujishima                                          | Kazachstan · Yevgeniy Alexeyev · Alexey Dergunov                    | Chiny · Zong Meng · Chu Youyong                                                                  |           |
| K-2 1000 m  | Kazachstan · Yevgeniy Alexeyev · Alexey Dergunov                                          | Iran · Ali Aghamirzaei · Saeid Fazleola                             | Chiny · Li Zhenyu · Sun Xinchang                                                                 |           |
| K-4 1000 m  | Kazachstan · Ilya Golendov · Daulet Sultanbekov · Andrey Yerguchyov · Alexandr Yemelyanov | Chiny · Zhuang Shuibin · Li Guiqiang · Wu Xiaojun · Zhao Rong       | Uzbekistan · Sergey Borzov · Vyacheslav Gorn · Aleksey Mochalov · Aleksandr Tropin               |           |
| Kobiety     |                                                                                           |                                                                     |                                                                                                  |           |
| K-1 200 m   | Inna Klinova                                                                              | Zhou Yu                                                             | Arezoo Hakimi                                                                                    |           |
| K-1 500 m   | Zhou Yu                                                                                   | Natalya Sergeyeva                                                   | Lee Sun-ja                                                                                       |           |
| K-2 500 m   | Kazachstan · Natalya Sergeyeva · Irina Podoinikova                                        | Chiny · Ren Wenjun · Ma Qing                                        | Japonia · Asumi Omura · Shiho Kakizaki                                                           |           |
| K-4 500 m   | Chiny · Ren Wenjun · Huang Jieyi · Ma Qing · Liu Haiping                                  | Korea Południowa · Lee Min · Lee Sun-ja · Lee Hye-ran · Kim You-jin | Kazachstan · Yekaterina Kaltenberger · Kristina Absinskaya · Zoya Ananchenko · Irina Podoinikova |           |

#### Kajakarstwo górskie
| Konkurencja | 1. miejsce    | 2. miejsce      | 3. miejsce    |           |
| Mężczyźni   | Mężczyźni     | Mężczyźni       | Mężczyźni     | Mężczyźni |
| ----------- | ------------- | --------------- | ------------- | --------- |
| C-1         | Takuya Haneda | Chang Yun-chuan | Wang Xiaodong |           |
| K-1         | Kazuya Adachi | Pan Hung-ming   | Yuan Tao      |           |
| Kobiety     |               |                 |               |           |
| C-1         | Cen Nanqin    | Chen Wei-han    | Sonia Gomari  |           |
| K-1         | Li Tong       | Chang Chu-han   | Aki Yazawa    |           |